# 中国人民保卫世界和平大会
中国人民保卫世界和平大会（简称“和大”）是中华人民共和国从1949年至1967年参加世界保卫和平运动的全国性群众组织。

## 历史
1949年2月，世界文化工作者保卫和平大会国际联络委员会、国际民主妇女联合会及一些文化界和政治界人士呼吁召开世界保卫和平大会（又称“世界拥护和平大会”，World Congress of Advocates of Peace），邀请世界各国的民主团体和爱好和平的人士参加。3月24日，来自中华全国总工会、中华全国民主妇女联合会、中国学术工作者协会、中国科学工作者协会等单位的40位代表组成了世界拥护和平大会中国代表团，郭沫若为团长，刘宁一、马寅初为副团长，钱俊瑞为秘书长。1949年4月20日至25日，72个国家、10个国际团体的2005名代表举行了世界保卫和平大会。会议原定在巴黎举行，由于法国政府拒给中国洪深等部分代表发签证，会议改为在巴黎和布拉格同时举行。大会通过了《世界保卫和平大会宣言》等10多项文件。1949年9月，中国人民政治协商会议第一届全体会议召开，会议通过了具有临时宪法作用的《中国人民政治协商会议共同纲领》，其中指出：“中华人民共和国联合世界上一切爱好和平、自由的国家和人民，首先是联合苏联、各人民民主国家和各被压迫民族，站在国际和平民主阵营方面，共同反对帝国主义侵略，以保障世界的持久和平”，“中华人民共和国外交政策的原则，为保障本国独立、自由和领土主权的完整，拥护国际的持久和平和各国人民间的友好合作，反对帝国主义的侵略政策和战争政策”。
1949年10月2日是世界保卫和平大会确定的第一个“国际和平斗争日”，中国保卫世界和平大会在北京召开，来自全国的一千余名代表参加了会议，大会成立了“中国保卫世界和平大会委员会”（简称中国和大委员会）。主席郭沫若，副主席刘宁一、沈雁冰、蔡畅、廖承志、马寅初，工作委员会委员15人。大会通过了《中国保卫世界和平大会宣言》，“向全世界庄严地宣告中国人民坚决反对侵略战争，拥护世界和平”。在上海、南京、天津、青岛、广州、汉口、重庆、西安、沈阳、昆明、迪化、大连等11个大城市建有分会。中国人民保卫世界和平委员会青岛分会(以下简称“市和大”)建于1950年1月。中国人民保卫世界和平委员会上海分会成立于1950年春，未单独设立机构，日常工作由中苏友协上海分会兼管。
1950年3月16日至19日，世界保卫和平大会常设委员会在斯德哥尔摩举行会议，发表以反对原子武器为主要内容的《斯德哥尔摩宣言》。
1950年3月19日中国保卫世界和平大会工作委员会召开首次会议，讨论通过了“中国保卫世界和平大会委员会一九五○年工作计划”，主要任务是：
- 向全国人民报道世界和平阵营力量壮大和世界保卫和平运动的各种活动，并尽情揭露帝国主义者的一切战争阴谋和危害和平的事实，以加强国际主义的教育；
- 向世界传达中国人民保卫世界和平的决心和努力，并加强与世界拥护和平大会常设委员会及各国保卫和平委员会之间的联系。
- 在主要城市成立中国保卫世界和平委员会分会，推动和组织各该地保卫世界和平的群众运动。分会人选由各该地群众团体推选，并组织分会秘书处，设工作人员二至五人，经常与总会联系。
- 每月刊行和平专刊一次，同时经常召开宣传会议，有计划地分配专人撰著论文和发表广播。在每年度年终时，刊行《保卫和平汇集》，分发国内外。

1950年4月28日，中国和大委员会响应斯德哥尔摩会议的号召发出通告：“世界拥护和平大会常设委员会号召全世界爱好和平的人民签名在要求禁止原子战争呼吁书上。我们希望全国人民热烈地响应这个号召，在纪念今年五一劳动节的时候，展开最广泛的要求禁止原子战争的签名运动”，开启了中国第一次和平签名运动。1950年5月23日，中共中央发出《关于支持保卫世界和平运动的指示》，指出：“签名运动是有用的，表示全世界的和平势力大，造成侵略分子孤立，长自己志气，灭敌人威风”。6月23日，全国政协一届二次会议通过了《号召全国人民展开世界和平签名运动的办法》，提出7月1~7日为和平宣言签名运动周，号召“全国各机关，各部队，各级人民代表会议，各民众团体，各民主党派，各少数民族以及海外侨胞，在这一周中可任选一日进行广泛的签名运动”。截至1950年11月9日，中国签名的人数有“二亿二千三百五十三万一千八百九十八人，约占全国人口总数百分之四十七”。
中国人民保卫世界和平委员会理事：许宝驹
1950年11月16日，第二届世界保卫和平大会在华沙召开，通过《告全世界人民的宣言》和《致联合国书》。为保证各国能够经常会晤并采取和平行动，决定成立世界和平理事会作为保卫和平运动的领导机构，1950年11月22日在华沙成立。前身是“世界保卫和平大会常设委员会”(1949—1950年)。其宗旨是：要求销毁所有大规模杀伤武器，停止军备竞赛，撤销外国军事基地，铲除各种形式的殖民主义和种族歧视，尊重人类的尊严以及国家领土和主权，主张不同社会制度的国家和平共处，通过协商解决各国间的争端。中国成为世界和平理事会理事国之一，郭沫若、宋庆龄、马寅初、刘宁一、萧三、李德全、章伯钧、蔡廷锴、廖承志、吴耀宗等当选为世界和平理事会首届理事，郭沫若还当选为世界和平理事会副主席。
中国人民保卫世界和平大会(简称全国和大)委员会，于1950年10月2日至3日在北京举行成立大会。郭沫若代表全国和大筹委会作报告。  
1950年10月26日“中国保卫世界和平大会”在北京的委员与“中国人民反对美国侵略台湾朝鲜运动委员会”的各人民团体代表及各民主党派代表，在北京召开联席会议，决定两会合并改组为“中国人民保卫世界和平反对美国侵略委员会”，简称“中国人民抗美援朝总会”，主席郭沫若。在全国掀起群众积极参与的抗美援朝运动。
1951年2月21至26日，世界和平理事会在东柏林举行会议，为反对以美国为首的冷战阵营与日本签订《旧金山和约》，会议通过了世界和平理事会《关于缔结和平公约的宣言》，“要求五大国——美国、苏联、中华人民共和国、英国和法国——缔结和平公约”。3月2日，中国人民保卫世界和平反对美国侵略委员会发表声明，表示坚决拥护世界和平理事会通过的宣言。3月14日，中国人民保卫世界和平反对美国侵略委员会发布了《为响应世界和平理事会决议并在全国普及深入抗美援朝运动的通告》，建议全国城乡人民普遍召集小型会议，控诉日本侵略罪行、反对美国复活日本军国主义，举行拥护缔结和平公约的签名。第二次和平签名运动从1951年4月中旬开始，大部分地区于4月底基本结束，少部分地区持续到7月中旬。截至1951年7月18日，中国签名拥护五大国缔结和平公约的人数达“三亿四千三百八十万八千五百四十一人，占全国总人口百分之七十二点四”。1951年11月1日，全国政协一届三次会议通过《关于支持五大国缔结和平公约的要求的决议》，指出：“五大国和平公约应该确认世界各国间的一切争端，包括朝鲜问题、日本问题、德国问题、殖民地和附属国的独立问题，都应该用和平谈判的方式来求得解决。五大国和平公约应该确定原子武器的禁用和全世界军备的普遍缩减”。
1952年10月2日至10月13日，亚洲及太平洋区域和平会议在北京召开。参加会议的有37个国家的代表367人，列席代表37人，特邀来宾25人。参会的中国代表团共40人，团长宋庆龄，副团长郭沫若、彭真，成员有陈叔通、李四光、马寅初、张奚若、刘宁一、蔡畅、茅盾、廖承志、李德全、包尔汉、赵朴初、钱三强、老舍、梅兰芳等各界知名人士。各国会议代表参观了正在兴建的淮河流域佛子岭水库连拱大坝。
1954年2月，中国人民保卫世界和平反对美国侵略委员会上海分会与上海市中苏友协合并，仍恢复中国人民保卫世界和平委员会上海分会(简称“和大”上海分会)名称。因刘长胜调北京工作，改由金仲华任主席。有关抗美援朝运动的遗留工作，由上海市中苏友协设立的抗美援朝小组继续处理。1961年8月，“和大”上海分会随上海市中苏友协一起并入“对外文协”上海分会，几个机构，一套工作班子。
中华人民共和国邮电部于1953年7月25日发行志号为纪24的纪念邮票《保卫世界和平（第三组）》。全套3枚，邮票图案相同，一只振翅高飞的和平鸽，双脚缩于腹下，矫健的双翅充满整个画面；颜色不同，分别为深绿色、赭石色紫色。此前后，发行了《保卫世界和平（第一组）》（纪5）、《保卫世界和平（第二组）》（纪10）、《庆祝亚洲及太平洋区域和平会议》（纪18）、《世界和平运动》（纪63）等纪念邮票。
1955年1月18日，浙东的中国人民解放军三军联合作战，发动了一江山战役。1月19日，世界和平理事会常委会在维也纳召开扩大会议，针对远东国际局势再度趋于紧张及北大西洋公约组织理事会巴黎会议公开决定使用战术原子武器，号召全世界人民再次签名反对使用原子武器。2月9日，中共中央发出《关于在全国开展反对使用原子武器签名运动的指示》，决定从2月14日至4月15日，在全国进行两个月的签名运动，并提出“在宣传反对使用原子武器时……要做到使人民既反对使用原子武器，又不怕原子武器”。2月12日，中国人民政治协商会议第二届全国委员会常务委员和中国和大常务委员联席会议，听取了出席世界和平理事会常务委员会扩大会议中国代表团郭沫若团长《加强和平力量，粉碎原子战争威胁》的报告，联席会议完全拥护世界和平理事会常务委员所1月19日发出的《告全世界人民书》，并热烈响应在全世界发动反对使用原子武器签名运动的号召。联席会议通过了《关于发动反对使用原子武器签名运动的决议》，指出“美国侵略集团侵占我国领土台湾的行为和用原子武器进行恐吓、进行战争挑衅的罪恶阴谋，引起了我国人民极大的愤怒。”联系会议决定成立“中国人民反对使用原子武器签名运动委员会”，推选郭沫若为委员会主席，彭真、陈叔通、甘泗淇为副主席，廖承志、刘宁一为正、副秘书长，从2月14日《中苏友好同盟互助条约》签订五周年纪念日开始，在全国范围内广泛开展签名运动。4月10日，“中国人民反对使用原子武器签名运动委员会”发布公报指出，签名人数达到4亿多人。
1956年11月15日，为支援埃及人民反抗英法以色列，成立中国人民支援埃及反抗侵略委员会。
1957年后，中国人民保卫世界和平委员会以中国亚非团结委员会名义参与亚非人民团结大会、亚非人民团结组织、亚非人民团结理事会活动。
1958午7月，在全国各地集会游行，反对美国本装干涉黎巴嫩：支持黎人民的斗争。1959年1月27日，各地集会，支持古巴、刚果人民的斗争。
五十年代，应全国“和大”邀请，抵华访问的有：泰国人乃素里・乍蕾蓬；日本冈山县和平代表团一行10人；日本盐业访华代表团；世界和平理事会书记处文化问题负责人；阿根廷作家瓦列拉夫妇和世界和平理事舍书记处书记、哥伦比亚人萨拉麦亚夫妇等各国民间人士与团体。
1967年1月，世界和平理事会书记处负责人通过律师向奥地利当局表示，拒绝承认中国驻会书记是“国际和平学会”（世界和平理事会在奥地利的登记名称）的成员，致使奥地利当局拒绝延长中国驻会书记的签证，使其不能履行在世界和平理事会书记处工作的权利。中国驻世界和平大会总部代表声明退出该会。